# Quintett g-Moll für Oboe, Klarinette, Violine, Viola und Kontrabass (Prokofjew)
Das Quintett g-Moll op. 39 für Oboe, Klarinette, Violine, Viola und Kontrabass  ist ein kammermusikalisches Werk des russischen Komponisten Sergej Prokofjew von 1924.
Prokofjews Quintett g-Moll op. 39 für Oboe, Klarinette, Violine, Viola und Kontrabass basiert weitgehend auf dem verschollenen Ballett „Trapeze“ (op. 39). Geschrieben hat es Prokofjew im Auftrag einer Wanderbühne für eine eher unübliche Besetzung aus zwei Bläsern und drei Streichinstrumenten. Der Komponist meinte dazu später:
„Im Grunde war aber nicht diese ausgeklügelte Geschichte aus dem Zirkusleben, betitelt Das Trapez, für mich ausschlaggebend, ein Kammermusikstück zu komponieren, das auch ohne jede Geschichte aufgeführt werden könnte. Daher einige rhythmische Kompliziertheiten wie zum Beispiel die Passage im Zehn-Achtel-Takt (3-4-3) [...].“
In dem Quintett-Stück „spiegelt sich die für die Kunst des frühen 20. Jahrhunderts so charakteristische Groteske wider, doch in einer für Prokofjew typischen Brechung: als Posse, Humoreske, manchmal auch als Phantastik. Das Werk ist voller exzentrischer Klangverbindungen und plötzlicher Wenden in der thematischen Entwicklung, die die für Prokofjew typische ‚Norm‘ überschreiten.“ Das Werk besteht aus sechs Sätzen, Moderato (Thema, Variationen, Thema), Andante energico, Allegro sostenuto, Adagio pesante, Allegro precipige und Andantino.